# Deeper Well
Deeper Well — шестой студийный альбом американской кантри-певицы Кейси Масгрейвс, вышедший 15 марта 2024 года на лейблах MCA Nashville и Interscope Records. Альбому предшествовал выпуск двух синглов: «Deeper Well» и «Too Good to Be True». В поддержку Deeper Well Масгрейвз отправится в мировое турне Deeper Well World Tour в апреле 2024 года.
Альбом был номинирован на 67-й церемонии «Грэмми» в категории «Лучший кантри-альбом».

## История
Deeper Well был спродюсирован и написан Масгрейвс в соавторстве с Дэниелом Ташианом и Йеном Фитчуком, за исключением треков «Sway», в создании которого участвовал автор песен Томми Инглиш, и «The Architect», над которым работали Шейн Маканалли и Джош Осборн. Масгрейвс записывала альбом в студии Electric Lady Studios в Нью-Йорке, которая, по её мнению, «обладает лучшим талисманом», а сама она «искала другую энергию окружающей среды».

## Отзывы
| Совокупная оценка | Совокупная оценка |
| Источник          | Оценка            |
| ----------------- | ----------------- |
| AnyDecentMusic?   | 7.2/10            |
| Metacritic        | 78/100            |
| Оценки критиков   |                   |
| Источник          | Оценка            |
| The Guardian      | [ 7 ]             |
| Hot Press         | 8.5/10            |
| The Independent   | [ 9 ]             |
| The Irish Times   | [ 10 ]            |
| NME               | [ 11 ]            |
| Our Culture       | [ 12 ]            |
| Paste             | 8.4/10            |
| Pitchfork         | 6.8/10            |
| Slant Magazine    | [ 15 ]            |

Альбом получил положительные отзывы музыкальной критики и интернет-изданий. В интернет-агрегаторе Metacritic, устанавливающем в среднем оценку до ста, основанную на профессиональных рецензиях, альбом получил 78 баллов на основе 20 полученных рецензий, что означает «получил в целом положительные отзывы от критиков».
Тони Клейтон-Леа из The Irish Times назвал Deeper Well «ещё одной жемчужиной в короне», описав его как «политически осведомлённый» и «личностно откровенный». Томас Беденбо из Slant Magazine высоко оценил концепцию альбома и счёл, что тексты в основном соответствуют стандартам Масгрейвз, хотя некоторые «не очень удачны». Мэри Сироки из Consequence назвала тексты альбома «поэтичными» и расценила альбом как «разговор с другом» и «отличное дополнение к четвёртому студийному альбому Масгрейвз Golden Hour», похвалив «мечтательное настроение» альбома.
В рецензии для Paste Эрик Беннетт назвал Deeper Well «самым цельным альбомом на сегодняшний день», описав альбом как «освежающий» и «изобилующий» «ясноглазыми» песнями. Ройсин О’Коннор из The Independent также высоко оценила цельное звучание альбома, назвав его «откровением».
Автор Pitchfork Лора Снейпс описала альбом как «сочувственно относящийся к славе и сфокусированный на выравнивании оси Масгрейвз», но песни «не приносят особого удовлетворения, когда вы знаете, на что она способна», сравнив проект как «последнее дополнение к канону отказных поп-записей от молодых женщин, сожжённых светом софитов». Софи Уильямс из NME отметила «напористость» Масгрейвс в «редких композициях, которые пронизывают эту вдумчивую, несовершенную, приземлённую пластинку», описанную как «волнение нового старта».

## Коммерческие показатели
В США альбом Deeper Well официально дебютировал на втором месте в Billboard 200 с 97 000 эквивалентных единиц альбома, 66 00 из которых были получены только за счет чистых продаж, что стало самой большой неделей продаж для Масгрейвс и ее пятым диском в топ-10. Альбом был оттеснен с первого места альбомом Арианы Гранде Eternal Sunshine. Диск также возглавил кантри и фолк-чарты Top Country Albums и Folk Albums.

## Список композиций
Слова и музыка всех песен — Кейси Масгрейвс, Дэниела Ташиана и Иэна Фитчука, кроме «Sway» (автор Томми Инглиш) и «The Architect» (авторы Кейси Масгрейвс вместе с Шейн Маканалли и Джош Осборн.
| №                   | Название                  | Длительность |
| ------------------- | ------------------------- | ------------ |
| 1.                  | «Cardinal»                | 3:11         |
| 2.                  | «Deeper Well»             | 3:52         |
| 3.                  | «Too Good to Be True»     | 2:40         |
| 4.                  | «Moving Out»              | 3:09         |
| 5.                  | «Giver / Taker»           | 3:10         |
| 6.                  | «Sway»                    | 3:11         |
| 7.                  | «Dinner with Friends»     | 2:57         |
| 8.                  | «Heart of the Woods»      | 2:16         |
| 9.                  | «Jade Green»              | 2:58         |
| 10.                 | «The Architect»           | 2:57         |
| 11.                 | «Lonely Millionaire»      | 3:06         |
| 12.                 | «Heaven Is»               | 2:44         |
| 13.                 | «Anime Eyes»              | 3:18         |
| 14.                 | «Nothing to Be Scared Of» | 2:33         |
| Общая длительность: | Общая длительность:       | 42:02        |

## Чарты
| Чарт (2024)                              | Высшая позиция |
| ---------------------------------------- | -------------- |
| Австралия (ARIA)                         | 26             |
| Австралия Country Albums (ARIA)          | 5              |
| Австрия (Ö3 Austria)                     | 42             |
| Бельгия/Фландрия (Ultratop)              | 29             |
| Бельгия/Валлония (Ultratop)              | 125            |
| Канада (Canadian Albums Chart)           | 7              |
| Нидерланды (Album Top 100)               | 9              |
| Германия (Offizielle Top 100)            | 28             |
| Ирландия (Irish Albums Chart)            | 18             |
| Новая Зеландия (RMNZ)                    | 9              |
| Шотландия (Scottish Albums Chart)        | 1              |
| Швейцария (Schweizer Hitparade)          | 60             |
| Великобритания (UK Albums Chart)         | 3              |
| Великобритания (UK Country Albums Chart) | 1              |
| США (Billboard 200)                      | 2              |
| США (Billboard Folk Albums)              | 1              |
| США (Billboard Top Country Albums)       | 1              |